# Pjasătjnik (reservoar)
Pjasătjnik (bulgariska: Пясъчник) är en reservoar i Bulgarien.   Den ligger i regionen Plovdiv, i den centrala delen av landet, 110 km öster om huvudstaden Sofia. Arean är 9,4 kvadratkilometer. Den sträcker sig 4,6 kilometer i nord-sydlig riktning, och 6,2 kilometer i öst-västlig riktning.